# Pseudomaevia cognata
Pseudomaevia cognata là một loài nhện trong họ Salticidae.
Loài này thuộc chi Pseudomaevia. Pseudomaevia cognata được William Joseph Rainbow miêu tả năm 1920.